# Feodor Ivanovici Korolikov
Feodor Ivanovici Korolikov (în rusă Корольков, Фёдор Иванович, n. 23 septembrie 1876, Novolabinskaya⁠(d), RSFS Rusă, URSS – d. decembrie 1920, Kerci, Ucraina) a fost unul dintre generalii Armatei Țariste Ruse din Primul Război Mondial.
A îndeplinit funcția de comandant al Diviziei 61 Infanterie rusă în campania acesteia din România, având gradul de general-maior.:pp. 181-182 